# Juvincourt-et-Damary
Juvincourt-et-Damary ist eine französische Gemeinde mit 608 Einwohnern (Stand: 1. Januar 2022) im Département Aisne in der Région Hauts-de-France (bis 2016: Picardie). Sie gehört zum Arrondissement Laon, zum Kanton Villeneuve-sur-Aisne und zum Gemeindeverband Champagne Picarde.

## Geografie
Die Gemeinde Juvincourt-et-Damary liegt etwa 20 Kilometer nordnordwestlich von Reims am Flüsschen Miette. Im Gemeindegebiet befindet sich der frühere Militärflugplatz Juvincourt, heute eine Automobil-Teststrecke. Im Südosten reicht das Gemeindegebiet von Juvincourt-et-Damary bis an die Aisne heran. Nachbargemeinden von Juvincourt--sind Berrieux und Goudelancourt-lès-Berrieux im Norden, Amifontaine im Nordosten, Guignicourt und Condé-sur-Suippe im Südosten, Berry-au-Bac im Süden, La Ville-aux-Bois-lès-Pontavert im Südwesten sowie Corbeny im Nordwesten.

## Bevölkerungsentwicklung
| Jahr                       | 1962 | 1968 | 1975 | 1982 | 1990 | 1999 | 2006 | 2012 | 2022 |
| Einwohner                  | 509  | 467  | 413  | 412  | 392  | 370  | 444  | 544  | 608  |
| Quellen: Cassini und INSEE |      |      |      |      |      |      |      |      |      |

## Sehenswürdigkeiten

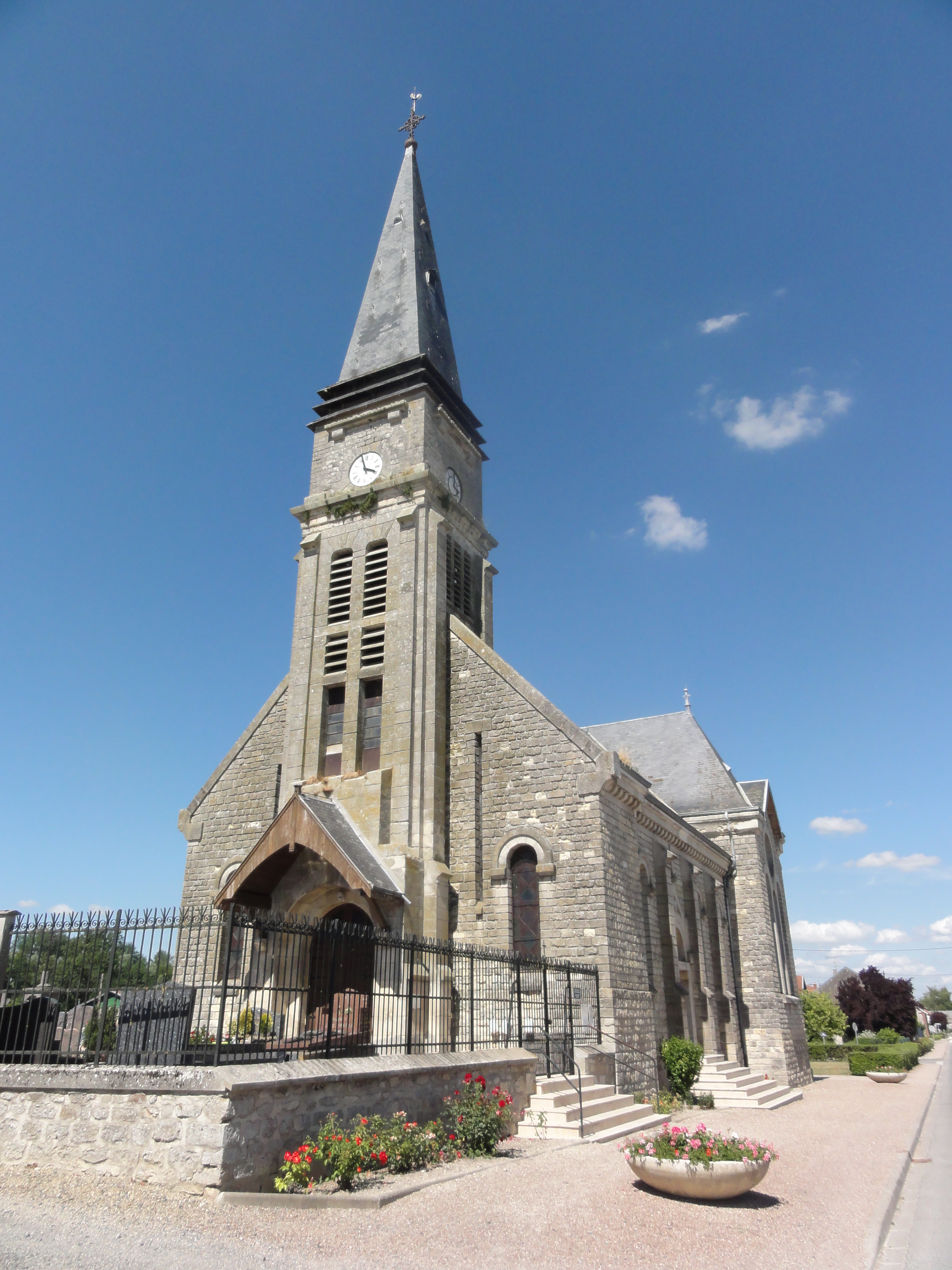
Kirche Saint-Rémi
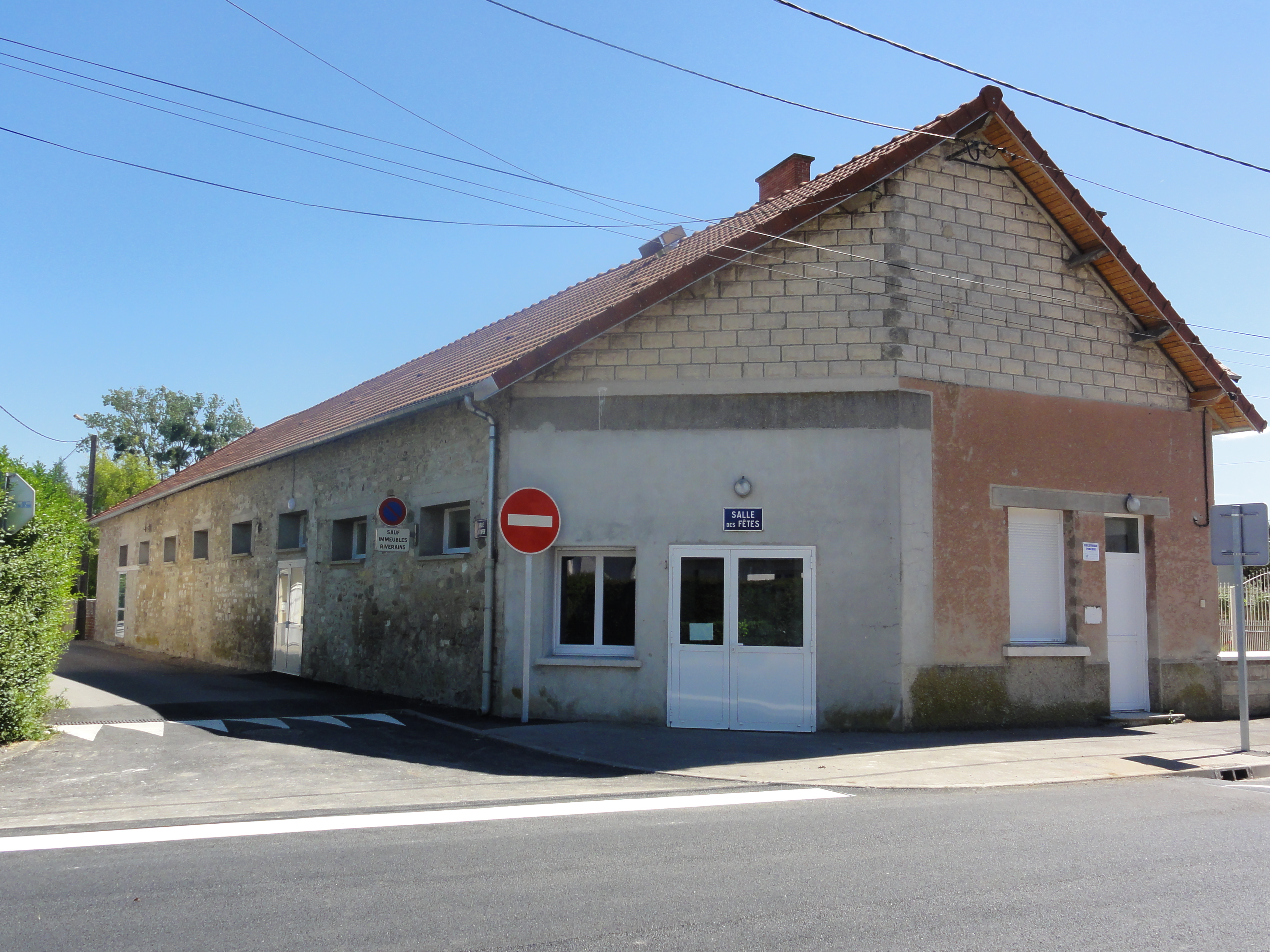
Gemeindefesthalle
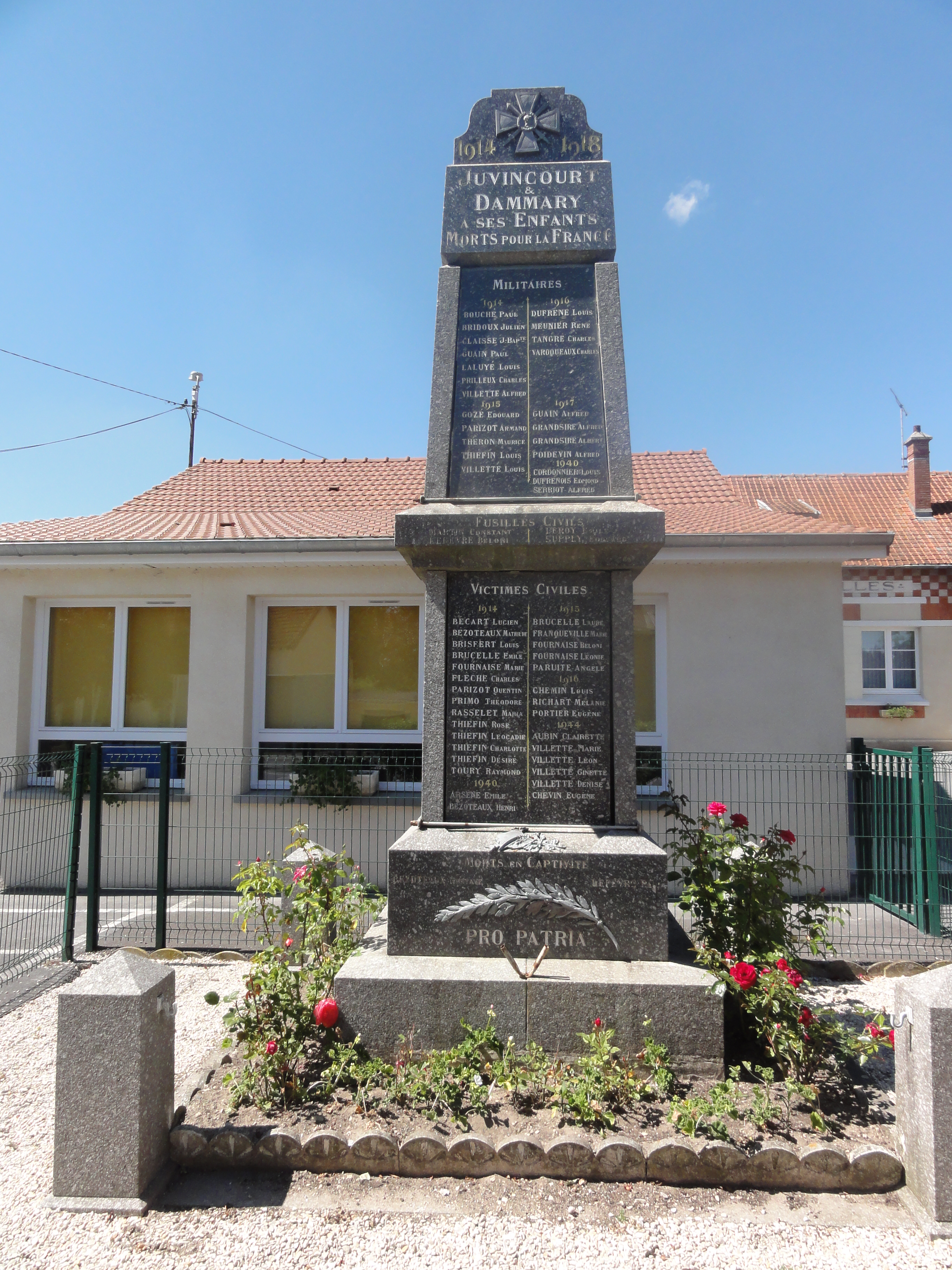
Gefallenendenkmal

- Kirche Saint-Rémi
- Gemeindefesthalle
- Gefallenendenkmal

## Persönlichkeiten
- François Bonlieu (1937–1973), Skirennfahrer